# Taco Bell

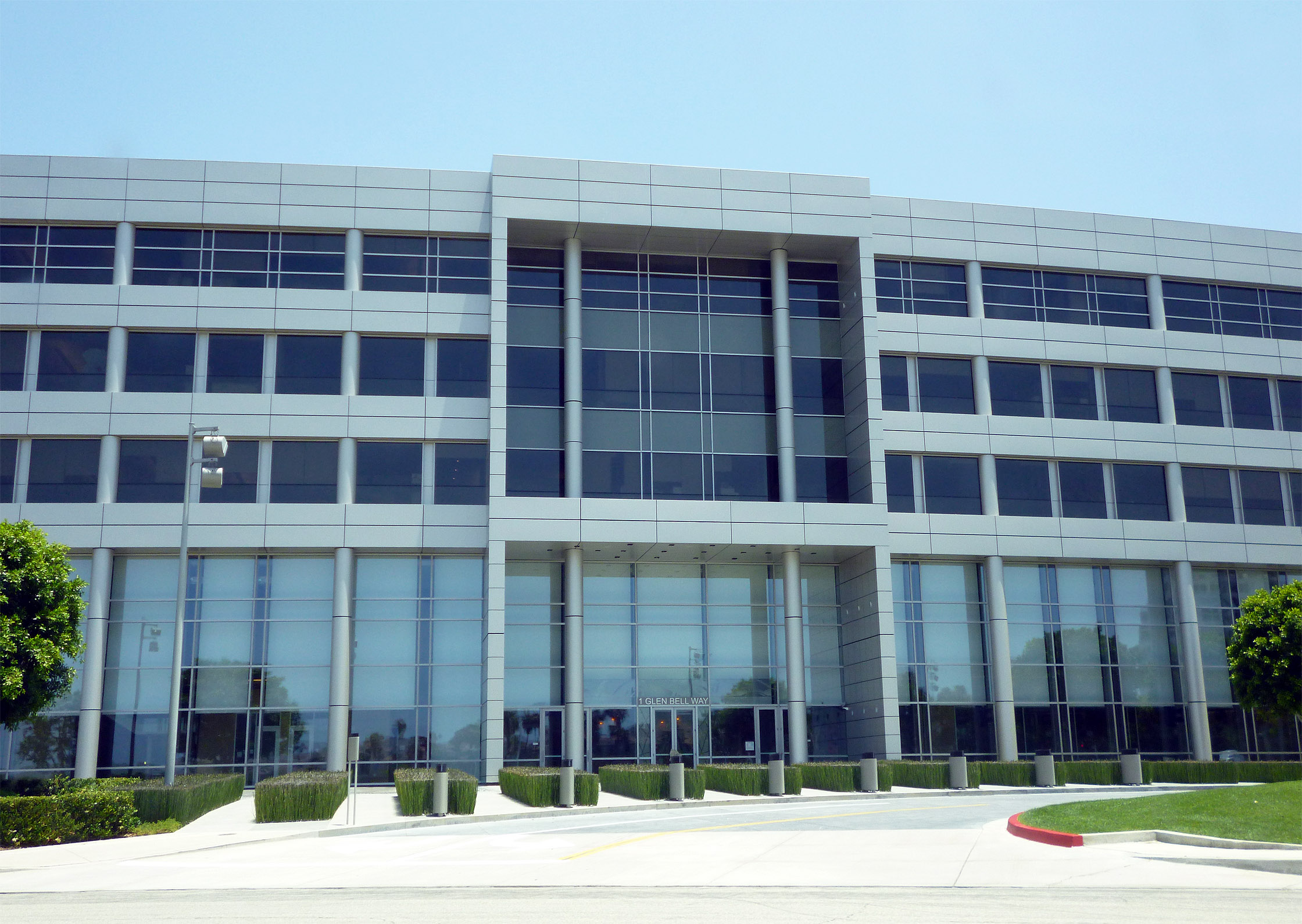
La sede centrale di Taco Bell a Irvine, California

Taco Bell è una catena di fast food statunitense, facente parte del gruppo Yum! Brands. La sua sede è a Irvine, in California.

## Prodotti
Taco Bell vende prodotti alimentari basati sulla cucina messicana, adatti all'industria del pasto veloce. La cucina di Taco Bell non è solo orientata culinariamente verso il Messico, ma anche alla più nazionale Tex-Mex con una grande scelta di tacos speziati e piccanti secondo le scelte della clientela.
Secondo il suo sito ufficiale, ci sono attualmente più di 6 500 insegne di Taco Bell nella madrepatria. Più di 280 sono situati in Canada, a Guam, Aruba, in Repubblica Dominicana, nel Cile, Costa Rica, Guatemala, Porto Rico, Ecuador, Asia ed Europa.
In Italia è presente un ristorante all'interno della Caserma Ederle di Vicenza.

Mappa dei paesi dove sono presenti ristoranti di Taco Bell